# John Barrasso
John Anthony Barrasso (* 21. července 1952, Reading, Pensylvánie) je americký lékař a politik za Republikánskou stranu. Od roku 2007 je senátorem USA za stát Wyoming, když byl zvolen ve volbách v letech 2006, 2012, 2018 i 2024. Je považován za konzervativního senátora; vyznáním je presbyterián.